# 立候補 (映画)
『立候補』（りっこうほ）は、2013年公開の日本のドキュメンタリー映画。監督の藤岡利充2作目の映画（1作目『フジヤマにミサイル』、2005年）で、初のドキュメンタリー映画。
7人が立候補した2011年大阪府知事選挙（2011年11月27日投開票）を取り上げ、政治活動家・実業家のマック赤坂を中心に、泡沫候補と呼ばれた4人の選挙立候補者の活動を追っている。

## 出演
- マック赤坂 - スマイル党総裁。2011年大阪府知事選で6回目の立候補となり、本作で事実上中心的に取り上げられている。本作終盤ではさらに2012年東京都知事選挙での活動も追っている。
- 高橋正明 - 府知事選に無所属で出馬。不動産賃貸業（元中学校教諭）。前回の2008年大阪府知事選挙に続き2度目の立候補。
- 中村勝 - 同選挙に「二十一世紀日本維新会」代表として出馬。建設会社役員（元大阪大学職員）。
- 岸田修 - 同選挙に無所属で出馬。元大阪府職。
- 戸並健太郎 - マック赤坂の息子。
- 櫻井武 - マック赤坂の秘書。
- 羽柴誠三秀吉 - 府知事選への出馬を一時表明したが、肺癌治療のため断念。選挙後にインタビューに応じたが、以後の選挙には出馬することなく本作公開2年後の2015年に死去した。
- 白川豊則 - 羽柴誠三秀吉の秘書。
- 外山恒一 - 府知事選には出馬していないが、本作では過去の政見放送の映像が使われ、インタビューにも応じている。
- 橋下徹 - 大阪維新の会代表。同日選挙となった大阪市長選に出馬し、松井一郎と共に選挙活動を行う。
- 松井一郎 - 大阪維新の会幹事長。府知事選に出馬、当選。
- 安倍晋三[2] - 自由民主党総裁。2012年東京都知事選の応援演説を行う。

## 影響
映画館ポレポレ東中野（客席数102席）において、公開初日から12日連続満席。　
約3か月が経過した9月14日、動員12,500人。
2014年、第68回毎日映画コンクールドキュメンタリー映画賞を受賞。
マック赤坂は映画公開6年後、14回目の立候補となった2019年4月の港区議会議員選で初当選を果たした。これを受け同年5月11日 - 24日の2週間限定で、ポレポレ東中野にて本作の再上映が行われた。

## 映画祭上映
- ゆうばり国際ファンタスティック映画祭2013